# Clytemnestra
Trong thần thoại Hy Lạp, Clytemnestra (/ˌklaɪtəmˈnɛstrə/; tiếng Hy Lạp cổ: Κλυταιμνήστρα, Klytaimnḗstrā là hoàng hậu của Agamemnon, vua của thành Mycenae, và là chị gái của Helen thành Troy, vợ của vua Menelaus thành Sparta.

## Thần thoại

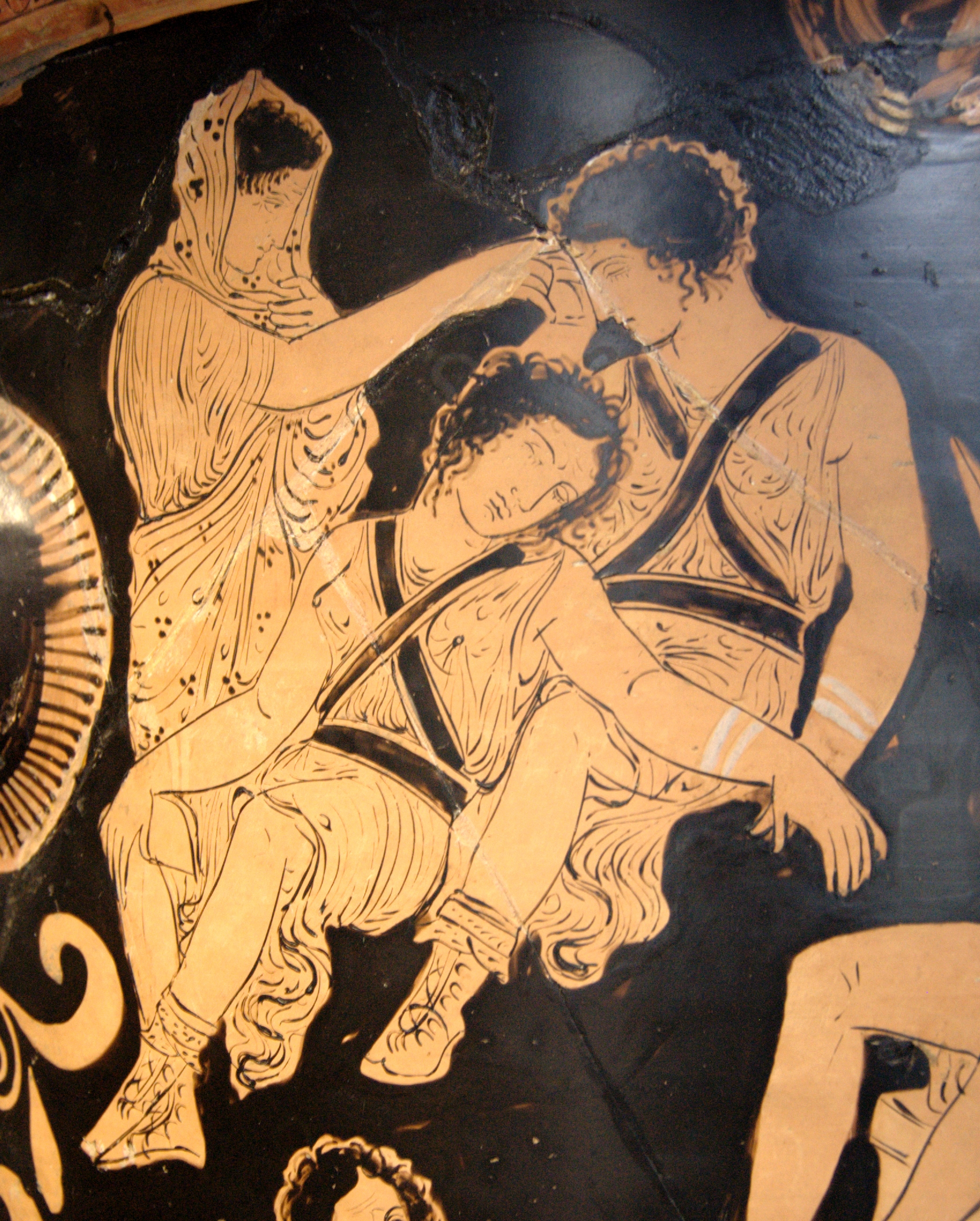
Linh hồn Clytemnestra cố gắng đánh thức các Erinyes khi con trai bà đang được Apollo rửa tội, chi tiết trên một chiếc bình cổ ra đời khoảng năm 480–470 TCN, Louvre (Cp 710)

Clytemnestra là con gái của vua  Tyndareus và hoàng hậu Leda của thành Sparta. Theo thần thoại, Zeus đến gặp Leda dưới hình dạng một con thiên nga, quyến rũ và làm cho bà có thai. Leda sau đó đẻ ra hai quả trứng: Castor và Clytemnestra ra đời từ một quả, còn Helen và Polydeuces (Pollux) thì được sinh ra từ quả còn lại. Cha ruột của Castor và Clytemnestra là Tyndareus, trong khi đó cha ruột của Helen và Polydeuces là thần Zeus. Những người chị em gái khác của Clytemnestra là Philonoe, Phoebe và Timandra.
Sau khi Aegisthus, người em họ của Agamemnon đã sát hại Atreus, cha của Agamemnon để khôi phục lại ngai vàng cho cha mình là Thyestes và chiếm lấy ngai vàng của Mycenae, Agamemnon và em trai Menelaus đã chạy trốn sang thành Sparta và được vua Sparta là Tyndareus cứu. Vua Tyndareus đã gả lần lượt hai con gái - Clytemnestra và Helen cho hai anh em. Trong tác phẩm Iphigenia ở Aulis của Euripides, người chồng đầu của Clytemnestra là Tantalus, vua của thành Pisa; tuy nhiên Agamemnon đã giết người này và cả đứa con trai của Clytemnestra, sau đó cưới Clytemnestra làm vợ. Trong dị bản khác, người chồng đầu của bà lại là vua của Lydia.
Agamemnon và Clytemnestra có bốn người con: một con trai, Orestes, và ba con gái, Iphigenia, Electra và Chrysothemis.
Khi Helen, em gái của Clytemnestra đi theo hoàng tử Paris tới thành Troy, vua Menelaus đã nhờ anh trai Agamemnon giúp đỡ mình đem quân tới thành Troy để đòi lại Helen. Lực lượng Hy Lạp tập trung tại Aulis. Tuy nhiên, gió liên tục ngăn không cho quân đội Hy Lạp đi qua đại dương. Nhà tiên tri Calchas nói rằng gió sẽ thuận lợi để cho quân đội Hy Lạp đi qua nếu Agamemnon hiến tế con gái Iphigenia của ông cho nữ thần Artemis. Agamemnon thuyết phục Clytemnestra cho phép ông mang theo Iphigenia đi, nói dối rằng ông sẽ gả nàng cho Achilles. Khi Iphigenia được đưa đến Aulis, nàng đã suýt nữa phải hy sinh, nhưng nữ thần Artemis đã cứu nàng rồi đã đưa nàng tới đền thờ của mình, và Iphigenia đã làm nữ tư tế ở đó. Quân đội Hy Lạp lại thuận buồm xuôi gió đi tiếp. Nhưng Clytemnestra khi biết rằng chính Agamemnon mang Iphigenia đi là để hy sinh nàng, bà đã rất tức giận.
Trong thời gian mười năm của Chiến tranh thành Troy, nữ hoàng Clytemnestra đã ngoại tình với chính Aegisthus. Sau khi nghe tin Agamemnon trở về thành Mycenae cùng với người vợ lẽ là công chúa Cassandra của thành Troy, bà và người tình bí mật âm mưu giết chết Agamemnon. Trong Iliad của Homer, Aegisthus và Clytemnestra giả vờ tổ chức một bữa tiệc để ăn mừng chiến thắng của Agamemnon và mừng ông trở về. Sau đó, Aegisthus giết Agamemnon ở đại sảnh.
Sau khi Agamemnon chết, Aegisthus thay ông lên làm vua thành Mycenae và cùng trị vì với nữ hoàng Clytemnestra. Họ có với nhau hai người con: một trai là Aectors, một gái là Erigone. Aegisthus và Clytemnestra trị vì chưa được bao lâu thì cả hai đều bị con trai của Agamemnon với Clytemnestra là Orestes giết hại để trả thù cho cha.

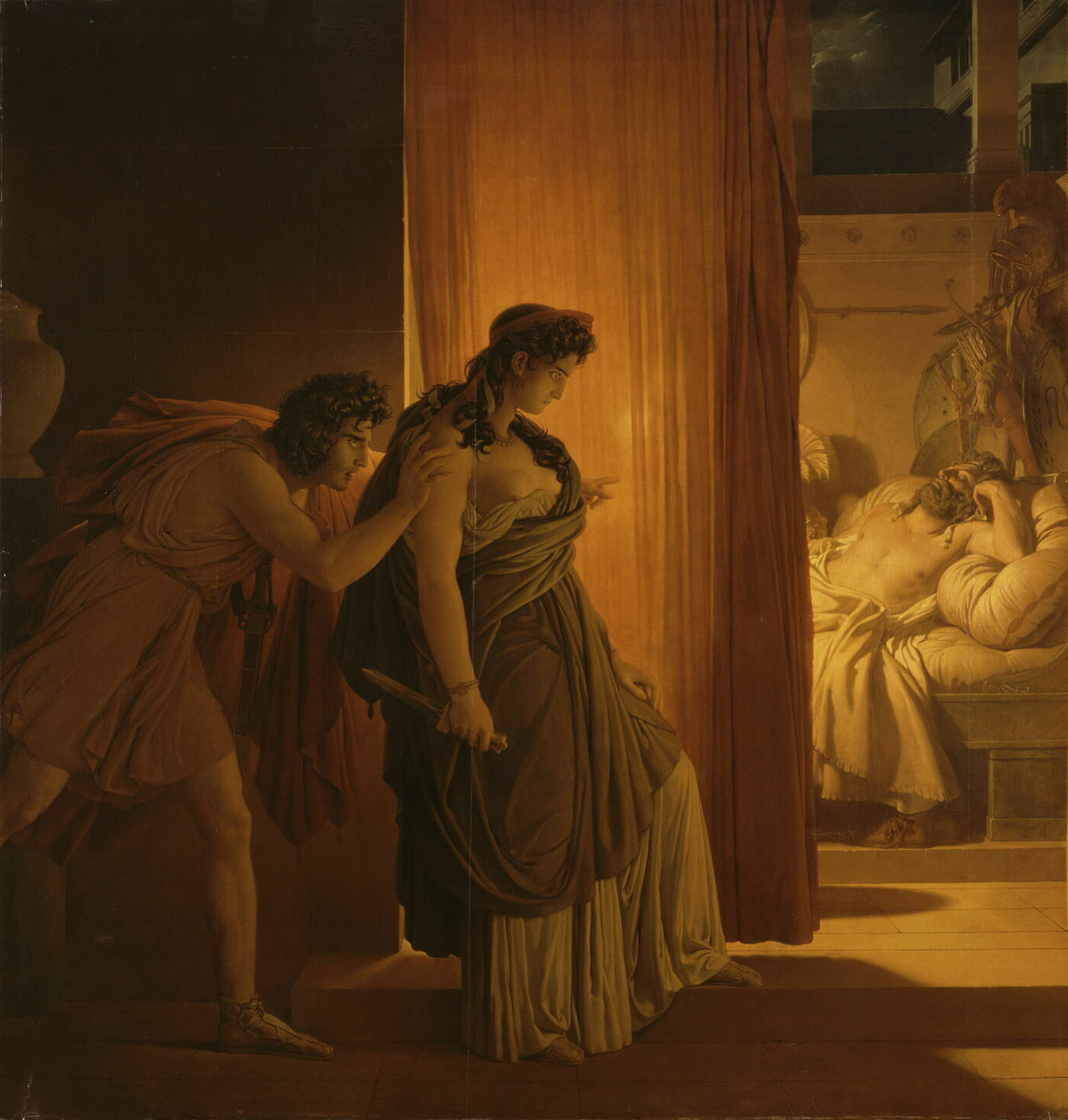
Cái chết của Agamemnon, tranh vẽ bởi Pierre-Narcisse Guérin (1817)

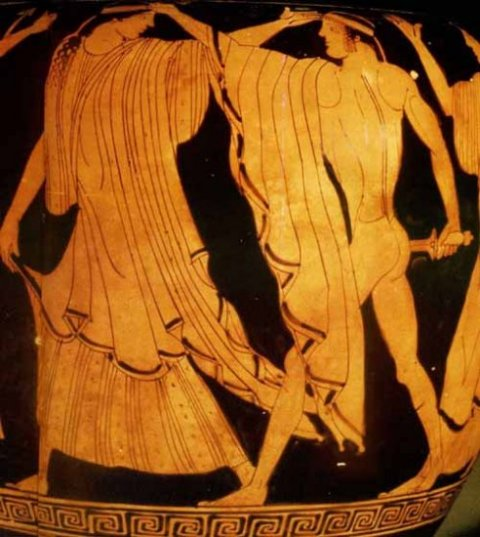
Orestes giết Clytemnestra và Aegisthus